# 책세상문고
책세상문고는 책세상 출판사가 출간하는 고전과 교양 문고이다.

## 고전의 세계
| 제목      | 저서                                          | 저자                           | 역자          |
| --------- | --------------------------------------------- | ------------------------------ | ------------- |
| 책고(001) | 민족이란 무엇인가                             | 에르네스트 르낭                | 신행선        |
| 책고(002) | 학자의 사명에 관한 몇 차례의 강의             | 요한 고틀리프 피히테           | 서정혁        |
| 책고(003) | 인간 정신의 진보에 관한 역사적 개요           | 마르퀴 드 콩도르세             | 장세룡        |
| 책고(004) | 순수이성 비판 서문                            | 이마누엘 칸트                  | 김석수        |
| 책고(005) | 사회 개혁이냐 혁명이냐                        | 로자 룩셈부르크                | 김경미,송병헌 |
| 책고(006) | 조국이 위험에 처하다 외                       | 앙리 브리사크, 장 알만         | 서이자        |
| 책고(007) | 혁명 시대의 역사 서문 외                      | 야콥 부르크하르트              | 최성철        |
| 책고(008) | 논리학 서론.철학백과 서론                     | 게오르크 W.F. 헤겔             | 김소영        |
| 책고(009) | 피렌체 찬가                                   | 레오나르도 브루니              | 임병철        |
| 책고(010) | 인문학의 구조 내에서 상징형식 개념 외         | 에른스트 카시러                | 오향미        |
| 책고(011) | 인류의 역사철학에 대한 이념                   | J.G. 헤르더                    | 강성호        |
| 책고(012) | 조형미술과 자연의 관계                        | F.W.J. 셸링                    | 심철민        |
| 책고(013) | 사회주의란 무엇인가 외                        | 에두아르트 베른슈타인          | 송병헌        |
| 책고(014) | 행정의 공개성과 정치 지도자 선출 외           | 막스 베버                      | 이남석        |
| 책고(015) | 전 세계적 자본주의인가 지역적 계획경제인가 외 | 칼 폴라니                      | 홍기빈        |
| 책고(016) | 순자                                          | 순자                           | 장현근        |
| 책고(017) | 언어 기원에 관한 시론                         | 장 자크 루소                   | 고봉만,주경복 |
| 책고(018) | 신학-정치론                                   | 바뤼흐 스피노자                | 김호경        |
| 책고(019) | 성무애락론                                    | 혜강                           | 한흥섭        |
| 책고(020) | 맹자                                          | 맹자                           | 안외순        |
| 책고(021) | 공산당선언                                    | 칼 마르크스, 프리드리히 엥겔스 | 이진우        |
| 책고(022) | 도덕 형이상학을 위한 기초 놓기                | 이마누엘 칸트                  | 이원봉        |
| 책고(023) | 정몽                                          | 장재                           | 장윤수        |
| 책고(024) | 체험.표현.이해                                | 빌헬름 딜타이                  | 이한우        |
| 책고(025) | 경험으로서의 예술                             | 존 듀이                        | 이재언        |
| 책고(026) | 인설                                          | 주희                           | 임헌규        |
| 책고(027) | 인간 불평등 기원론                            | 장 자크 루소                   | 주경복        |
| 책고(028) | 기적에 관하여                                 | 데이비드 흄                    | 이태하        |
| 책고(029) | 논어                                          | 공자의 문도들                  | 조광수        |
| 책고(030) | 행성궤도론                                    | 게오르크 W.F. 헤겔             | 박병기        |
| 책고(031) | 성세위언                                      | 정관잉                         | 이화승        |
| 책고(032) | 에밀                                          | 장 자크 루소                   | 박호성        |
| 책고(033) | 제3 신분이란 무엇인가                         | E.J. 시에예스                  | 박인수        |
| 책고(034) | 대중 문학론                                   | 안토니오 그람시                | 박상진        |
| 책고(035) | 문화과학과 자연과학                           | 하인리히 리케르트              | 이상엽        |
| 책고(036) | 황제내경                                      | 황제                           | 이창일        |
| 책고(037) | 과진론.치안책                                 | 가의                           | 허부문        |
| 책고(038) | 도덕의 기초에 관하여                          | 아르투르 쇼펜하우어            | 김미영        |
| 책고(039) | 남부 문제에 대한 몇 가지 주제들 외            | 안토니오 그람시                | 김종법        |
| 책고(040) | 나의 개인주의 외                              | 나쓰메 소세키                  | 김정훈        |
| 책고(041) | 교수취임 연설문                               | 게오르크 W.F. 헤겔             | 서정혁        |
| 책고(043) | 자유론                                        | 존 스튜어트 밀                 | 서병훈        |
| 책고(044) | 문사통의                                      | 장학성                         | 임형석        |
| 책고(045) | 국가론                                        | 장 보댕                        | 임승휘        |
| 책고(046) | 간접적인 언어와 침묵의 목소리                 | 모리스 메를로 퐁티             | 김화자        |
| 책고(047) | 나는 고발한다                                 | 에밀 졸라                      | 유기환        |
| 책고(048) | 아름다움과 숭고함의 감정에 관한 고찰          | 이마누엘 칸트                  | 이재준        |
| 책고(049) | 결정적 논고                                   | 아베로에스                     | 이재경        |
| 책고(050) | 동호문답                                      | 이이                           | 안외순        |
| 책고(051) | 판단력 비판                                   | 이마누엘 칸트                  | 김상현        |
| 책고(052) | 노자                                          | 노자                           | 임헌규        |
| 책고(053) | 다수 문명에 대한 사유 외                      | 로버트 콕스                    | 홍기빈        |
| 책고(054) | 여성의 종속                                   | 존 스튜어트 밀                 | 서병훈        |
| 책고(055) | 법학을 위한 투쟁                              | 헤르만 칸토로비츠              | 윤철홍        |
| 책고(056) | 개인숭배와 그 결과들에 대하여                 | 니키타 세르게예비치 흐루시초프 | 박상철        |
| 책고(057) | 법의 정신                                     | 샤를 루이 드 스콩다 몽테스키외 | 고봉만        |
| 책고(058) | 에티카                                        | 바뤼흐 스피노자                | 조현진        |
| 책고(059) | 실험소설 외                                   | 에밀 졸라                      | 유기환        |
| 책고(060) | 루돌프 폰 예링 권리를 위한 투쟁               | 루돌프 V.예링                  | 윤철홍        |
| 책고(061) | 사랑이 넘치는 신세계 외                       | 샤를 푸리에                    | 변기찬        |
| 책고(062) | 공리주의                                      | 존 스튜어트 밀                 | 서병훈        |
| 책고(064) | 파놉티콘                                      | 제러미 벤담                    | 신건수        |
| 책고(065) | 가족, 사적 소유, 국가의 기원                  | 프리드리히 엥겔스              | 김경미        |
| 책고(066) | 모나드론 외                                   | 라이프니츠                     | 배선복        |
| 책고(067) | 사회주의와 자유 외                            | 장 조레스                      | 노서경        |
| 책고(068) | 관용에 관한 편지                              | 존 로크                        | 공진성        |
| 책고(069) | 서구의 몰락                                   | 오스발트 A. G. 슈펭글러        | 양해림        |
| 책고(071) | 형이상학                                      | 아리스토텔레스                 | 김재범        |
| 책고(072) | 과학 시대의 이성                              | 한스 게오르크 가다머           | 박남희        |
| 책고(073) | 산책 외                                       | 헨리 데이비드 소로             | 김완구        |
| 책고(074) | 데카르트 철학의 원리                          | 베네딕투스 데 스피노자         | 양진호        |
| 책고(075) | 정치경제학과 과세의 원리에 대하여             | 데이비드 리카도                | 권기철        |
| 책고(076) | 미개 사회의 범죄와 관습                       | 브로니슬라프 말리노프스키      | 김도현        |
| 책고(077) | 자유주의와 사회적 실천                        | 존 듀이                        | 김진희        |
| 책고(078) | 성찰                                          | 르네 데카르트                  | 양진호        |
| 책고(079) | 여성의 권리 옹호                              | 메리 울스턴크래프트            | 문수현        |
| 책고(080) | 자유와 운명에 관한 대화 외                    | G. W. 라이프니츠               | 이상명        |
| 책고(081) | 인간 교육론 외                                | 빌헬름 폰 훔볼트               | 양대종        |
| 책고(082) | 진리론                                        | 토마스 아퀴나스                | 이명곤        |
| 책고(083) | 답성호원                                      | 이이                           | 임헌규        |
| 책고(084) | 프롤레고메나                                  | 이마누엘 칸트                  | 염승준        |
| 책고(085) | 세대 문제                                     | 카를 만하임                    | 이남석        |
| 책고(086) | 사단 칠정을 논하다                            | 이황, 기대승                   | 임헌규        |
| 책고(087) | 군중심리학                                    | 귀스타브 르봉                  | 민문홍        |
| 책고(088) | 유대인 문제에 관하여                          | 카를 마르크스                  | 김현          |